# Vietnã nos Jogos Olímpicos de Verão de 1972
O Vietnã do Sul competiu como Vietnã nos Jogos Olímpicos de Verão de 1972 em Munique, Alemanha Ocidental.